# 貝尼迪克特 (內布拉斯加州)
貝尼迪克特（英語：Benedict）是位於美國內布拉斯加州約克縣的村。

## 人口
根據2020年美國人口普查的數據，貝尼迪克特的面積為0.47平方千米，皆為陸地。當地共有人口203人，而人口密度為每平方千米432人。